# Sankt Peders Sogn (Vejen Kommune)
 For alternative betydninger, se Sankt Peders Sogn. (Se også artikler, som begynder med Sankt Peders Sogn)
Sankt Peders Sogn er et sogn i Malt Provsti (Ribe Stift).
I 1928 blev Sankt Peders Kirke opført i Holsted Stationsby, og Sankt Peders blev et kirkedistrikt i Holsted Sogn, der hørte til Malt Herred i Ribe Amt. Holsted sognekommune blev ved kommunalreformen i 1970 kernen i Holsted Kommune, der ved strukturreformen i 2007 indgik i Vejen Kommune.
Da kirkedistrikterne blev afskaffet i 2010, blev  Sankt Peders Kirkedistrikt udskilt som det selvstændige Sankt Peders Sogn.
Stednavne, se Holsted Sogn.